# Utsa Patnaik
Utsa Patnaik é uma economista marxista indiana. Ela lecionou no Centro de Estudos Econômicos e Planejamento da Escola de Ciências Sociais da Universidade Jawaharlal Nehru (JNU) em Nova Delhi,  de 1973 até sua aposentadoria em 2010.

## Biografia
Patnaik obteve seu doutorado em economia pela Somerville College, Oxford, antes de retornar à Índia para ingressar na JNU.  As suas principais áreas de interesse de pesquisa são os problemas da transição de sociedades predominantemente agrárias e camponesas para sociedades industriais, tanto num contexto histórico como atualmente em relação à Índia; e questões relacionadas à segurança alimentar e a pobreza. 
Seu marido é o economista marxista Prabhat Patnaik.

## Obra
Estas questões foram discutidas em mais de 110 artigos publicados como capítulos de livros e revistas .  Ela é autora de vários livros, incluindo Peasant Class Differentiation – A Study in Method (1987), The Long Transition (1999) e The Republic of Hunger and Other Essays (2007). The Republic of Hunger foi citado diretamente em um volume publicado em 2021 intitulado The Hunger of the Republic: Our Present in Retrospect, o primeiro volume da série India Since the 90s, publicada pela Tulika Books . Uma tradução alemã de trechos do último livro foi publicada em 2009.  Ela também editou e co-editou vários volumes, incluindo Chains of Servitude – Bondage and Slavery in India (1985),  Agrarian Relationships and Accumulation – the Mode of Production Debate in India (1991),  The Making of History – Essays presented to Irfan Habib (2000),  The Agrarian Question in Marx and his Successors em dois volumes (2007,  2011 ) e A Theory of Imperial Capitalism.

### Resenhas de livros
- Bagchi, Amiya Kumar. On A Theory of Imperialism. Social Scientist, editado por Utsa Patnaik e Prabhat Patnaik, vol. 45, nº 3/4, Social Scientist, 2017, p. 87–91.
- Vijay, R. The Agrarian Question and the Marxist Method. Economic and Political Weekly, editado por Utsa Patnaik, vol. 48, nº 35, Economic and Political Weekly, 2013, p. 27–30.
- Pratt, Brian. Development in Practice, editado por Utsa Patnaik e Sam Moyo, vol. 22, nº 7, Taylor & Francis, Ltd., 2012, p. 1060–1061.
- Gopinath, Ravindran. Social Scientist, editado por Utsa Patnaik, vol. 36, nº 1/2, Social Scientist, 2008, p. 94–97.
- Bose, Sugata. The Journal of Asian Studies, editado por Jan Breman et al., vol. 47, nº 4, [Cambridge University Press, Association for Asian Studies], 1988, p. 912–914, doi:10.2307/2057913.

### Artigos de periódicos

#### 2010–2019
- Patnaik, Utsa (2014). Amiya Kumar Bagchi (ed.). «Aspects of India's Colonial Economic History». Economic and Political Weekly. 49 (5): 31–39. ISSN 0012-9976. JSTOR 24479145

- Patnaik, Utsa (2014). «India in the World Economy 1900 to 1935: The Inter-War Depression and Britain's Demise as World Capitalist Leader». Social Scientist. 42 (1/2): 13–35. ISSN 0970-0293. JSTOR 24372997
- Patnaik, Utsa (2013). «Gurdarshan Singh Bhalla». Social Scientist. 41 (11/12): 79–81. ISSN 0970-0293. JSTOR 23610458
- Patnaik, Utsa (2013). «Poverty Trends in India 2004–05 to 2009–10: Updating Poverty Estimates and Comparing Official Figures». Economic and Political Weekly. 48 (40): 43–58. ISSN 0012-9976. JSTOR 23528405
- Swaminathan, M S; Wilson, Bezwada; Sinha, Shantha; Shatrugna, Veena; Roy, Aruna; Mody, Gautam; Drèze, Jean; Agarwal, Bina; Patnaik, Utsa; Bagchi, Amiya Kumar (2013). «Cash Transfers and UID». Economic and Political Weekly. 48 (1): 4–5. JSTOR 23391120
- Patnaik, Utsa (2013). «Sectional President's Address: India In The World Economy 1900 To 1935: The Inter-war Depression And Britain's Demise As World Capitalist Leader». Proceedings of the Indian History Congress. 74: 682–702. ISSN 2249-1937. JSTOR 44158872
- Patnaik, Utsa (2012). «Capitalism and the Production of Poverty». Social Scientist. 40 (1/2): 3–20. ISSN 0970-0293. JSTOR 23124193
- Patnaik, Utsa (2010). «On Some Fatal Fallacies». Economic and Political Weekly. 45 (47): 81–87. ISSN 0012-9976. JSTOR 25764157
- Patnaik, Utsa (2010). «Jyoti Basu and Bengal». Social Scientist. 38 (7/8): 53–60. ISSN 0970-0293. JSTOR 27866723
- Patnaik, Utsa (2010). «A Critical Look at Some Propositions on Consumption and Poverty». Economic and Political Weekly. 45 (6): 74–80. ISSN 0012-9976. JSTOR 25664093
- Patnaik, Utsa (2010). «Trends in Urban Poverty under Economic Reforms: 1993–94 to 2004–05». Economic and Political Weekly. 45 (4): 42–53. ISSN 0012-9976. JSTOR 25664044

#### 2000–2009
- Patnaik, Utsa (2008). «The Question of Employment and Livelihoods in Labour Surplus Economies». Social Scientist. 36 (5/6): 4–21. ISSN 0970-0293. JSTOR 27644276

- Krishnan, Vijoo (2008). Utsa Patnaik (ed.). «The Agrarian Question». Social Scientist. 36 (3/4): 100–110. ISSN 0970-0293. JSTOR 27644271

- Ahmad, Aijaz; Bagchi, Amiya; Shukla, S. P.; Patnaik, Utsa; Nirmal Chandra; M. K. Bhadrakumar; Anuradha Chenoy; Swaminathan, Madhura (2007). «Pause on Indo-US Deal». Economic and Political Weekly. 42 (34). 3438 páginas. ISSN 0012-9976. JSTOR 4419928
- Patnaik, Utsa (2007). «Neoliberalism and Rural Poverty in India». Economic and Political Weekly. 42 (30): 3132–3150. ISSN 2349-8846. JSTOR 4419844
- Patnaik, Utsa (2007). «New Data on the Arrested Development of Capitalism in Indian Agriculture». Social Scientist. 35 (7/8): 4–23. ISSN 0970-0293. JSTOR 27644228
- Bagchi, Amiya Kumar; Raina, M. K.; Ram Rahman; Bhattacharya, Malini; Patnaik, Utsa; Alam, Javeed; Bhattacharya, Mihir; Ghosh, Jayati; Rao, Mohan; Tyabji, Nasir; Meena Rajyadhyaksha; Jha, Praveen; Patnaik, Prabhat; Teesta Setalvad; Jha, D. N.; Ruchira Gupta (2007). «On Nandigram». Economic and Political Weekly. 42 (13). 1066 páginas. ISSN 0012-9976. JSTOR 4419392
- Patnaik, Utsa (2005). «Theorizing Food Security and Poverty in the Era of Economic Reforms». Social Scientist. 33 (7/8): 50–81. ISSN 0970-0293. JSTOR 3516886
- Patnaik, Utsa (2005). «Andre Gunder Frank (1929–2005)». Social Scientist. 33 (5/6): 93–97. ISSN 0970-0293. JSTOR 3517969
- Patnaik, Utsa (2004). «The Republic of Hunger». Social Scientist. 32 (9/10): 9–35. ISSN 0970-0293. JSTOR 3518206. doi:10.2307/3518206
- Patnaik, Utsa (2004). «Principal Task on the Agrarian Front». Social Scientist. 32 (7/8): 36–41. ISSN 0970-0293. JSTOR 3518255. doi:10.2307/3518255
- Patnaik, Utsa (2003). «Food Stocks and Hunger: The Causes of Agrarian Distress». Social Scientist. 31 (7/8): 15–41. ISSN 0970-0293. JSTOR 3518306. doi:10.2307/3518306
- Patnaik, Utsa (2002). «Agrarian Crisis and Global Deflationism». Social Scientist. 30 (1/2): 3–30. ISSN 0970-0293. JSTOR 3518242. doi:10.2307/3518242
- Patnaik, Utsa; Sriram Natrajan (2000). «Output and Employment in Rural China: Some Post-Reform Problems». Economic and Political Weekly. 35 (38): 3420–3427. ISSN 0012-9976. JSTOR 4409748